# Solrosgalaxen
Solrosgalaxen eller Messier 63 (M63) även känd som NGC 5055, är en spiralgalax i stjärnbilden Jakthundarna med ca 400 miljarder stjärnor. Messier 63 upptäcktes först av den franske astronomen Pierre Méchain, och verifierades senare av Charles Messier den 14 juni 1779, som listade den som objekt 63 i Messierkatalogen. I mitten av 1800-talet identifierade den anglo-irländske astronomen Lord Rosse spiralstrukturer i galaxen, vilket gjorde den till en av de första galaxerna där en sådan struktur fastställts.

## Egenskaper
Formen eller morfologin hos galaxen har klassificeringen SAbc, som anger en spiralform utan centralstavsfunktion (SA) och måttlig till löst lindade armar (bc). Det finns en allmän brist på storskalig kontinuerlig spiralstruktur i synligt ljus, så den anses vara en flucculent galax. Men när den observeras i den nära infraröda våglängden, ses en symmetrisk tvåarmsstruktur. Varje arm sveper 150° runt galaxen och sträcker sig ut till 13 000 ljusår från kärnan.
Messier 63 är en svagt aktiv galax med en LINER-kärna – förkortning för "lågjoniseringsregionen för kärnemission". Detta visar sig som en oupplöst källa vid den galaktiska kärnan som är insvept i en diffus emission. Den senare förlängs vid en positionsvinkel på 110° i förhållande till den norra himmelspolen, och både mjuk röntgenstrålning och väte (H-alfa)emission kan observeras från nästan samma riktning. Existensen av ett supermassivt svart hål (SMBH) i kärnan är osäker, men om det existerar uppskattas massan till (8,5 ± 1,9)×108 solmassor.
Radioobservationer vid 21 cm:s vätelinjen visar att gasskivan i Messier 63 sträcker sig utåt till en radie av 130 000 ljusår, långt förbi den ljusa optiska skivan. Denna gas visar en symmetrisk form som är skev på ett uttalat sätt, med början vid en radie av 33 000 ljusår. Formen antyder en halo av mörk materia, som uppväger den inre regionen. Orsaken till skevheten är oklar, men positionsvinkeln pekar mot den mindre galaxföljeslagaren UGC 8313.
Avståndet till Messier 63, baserat på luminositetsdistansmätning, är 29 300 000 ljusår (8,99 Mpc). Den radiella hastigheten i förhållande till den lokala gruppen ger en uppskattning på 15 200 000 ljusår (4,65 Mpc). Uppskattningar baserade på Tully-Fisher-relationen sträcker sig över 16 000 000 - 34 000 000 ljusår (5,0 - 10,3 Mpc). Spetsen på rödjättegrentekniken ger ett avstånd på 28 930 000 ± 950 000 ljusår (8,87 ± 0,29 Mpc). Messier 63 är en del av M51-gruppen, en grupp av galaxer som också inkluderar M51 ("Whirlpool galaxen").
År 1971 tändes en supernova med magnitud 11,8 i en av spiralarmarna. Den upptäcktes den 24 maj och nådde toppstyrka omkring den 26 maj. Spektrumet av denna, SN 1971 I, visar på en supernova av typ I. Spektroskopiska beteendet verkade dock avvikande.

## Galleri

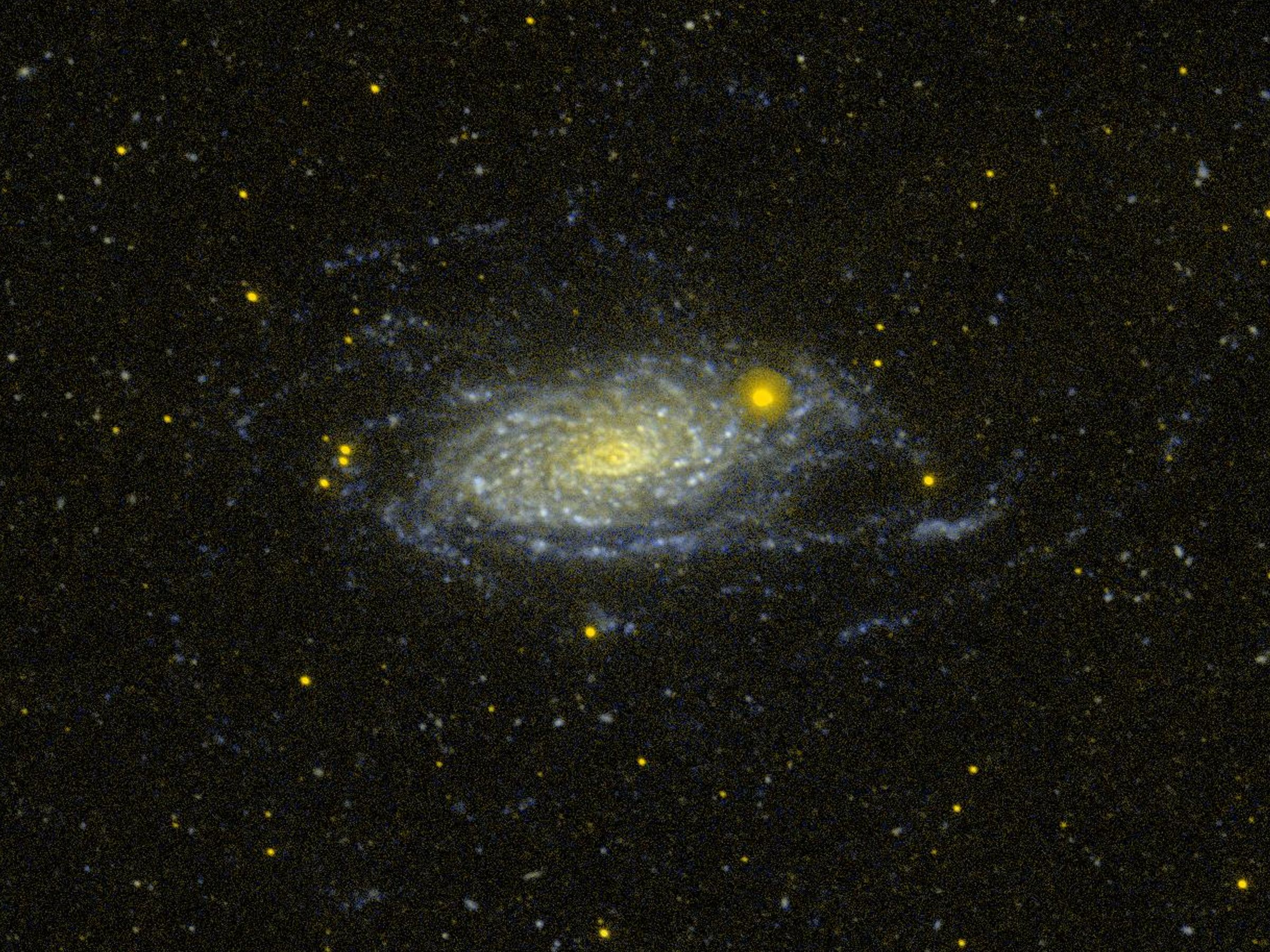
M63 sedd med GALEX Sky Survey, Credit NASA / WikiSky.
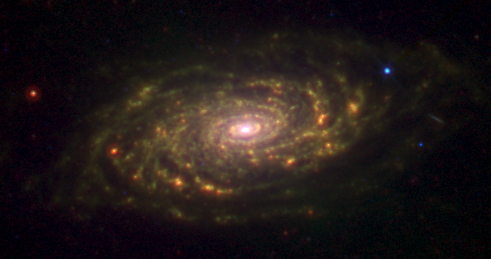
Messier 63 sedd I infrarött ljus av the Spitzer Space Telescope.
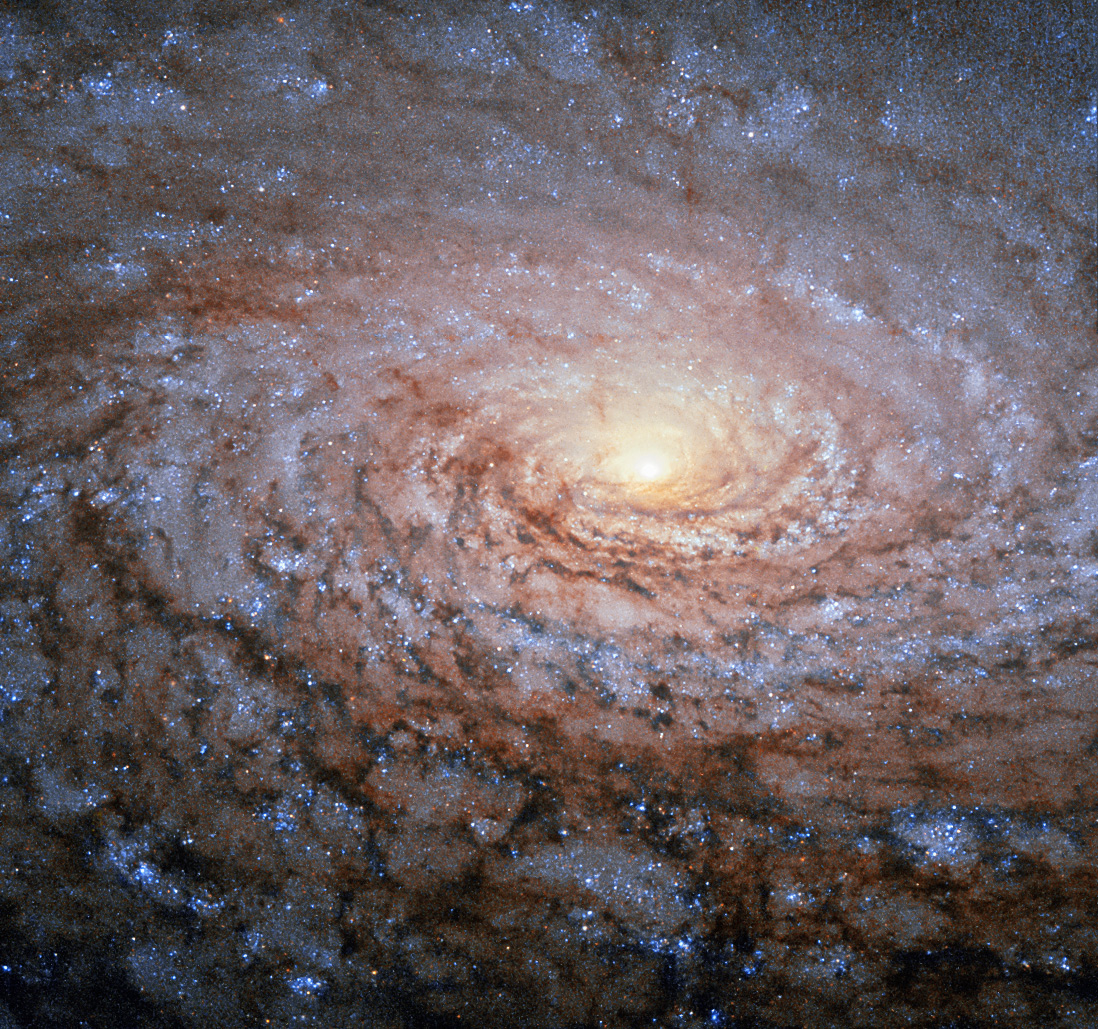
"En galaktisk solros."